# North Middletown, Kentucky
North Middletown är en ort i Bourbon County i delstaten Kentucky, USA.